# 메트리오린쿠스
메트리오린쿠스(Metriorhynchus)는 중생대 쥐라기 중기~후기(1억 5,700만 년-1억 5,400만 년 전) 서식한 악어이다. 몸 전체 크기는 약 3m정도이고, 전반적으로 몸통은 길고 유선형이다. 아래 턱쪽에는 날카로운 원추형의 이빨이 있다. 또 긴 근육을 가지고 있는 것으로 추정해 볼 때 턱을 크게 벌릴 수가 있었을 것으로 판단된다. 사지(四肢)는 지느러미 형태로 변화하고 있었지만, 뒷다리 쪽이 앞에 비해서 컸다. 육상에서는 기는 것처럼 움직여서 이동했을 것으로 보인다. 미추골(尾椎骨)은 어룡과 같이 아래쪽으로 접혀 있고, 그 안쪽 맨 앞쪽에 몇 개의 가시 돌기가 성장해서 꼬리지느러미를 형성하고 있다. 몸을 둘러싸고 있는 껍질은 퇴화해서 몸 표면은 대체적으로 매끄럽게 되어 있어서 물의 저항을 줄일 수 있었다.

## 화석 발견 지역
메트리오린쿠스의 화석은 영국, 프랑스, 아르헨티나의 쥐라기 지층에서 발견되었다.

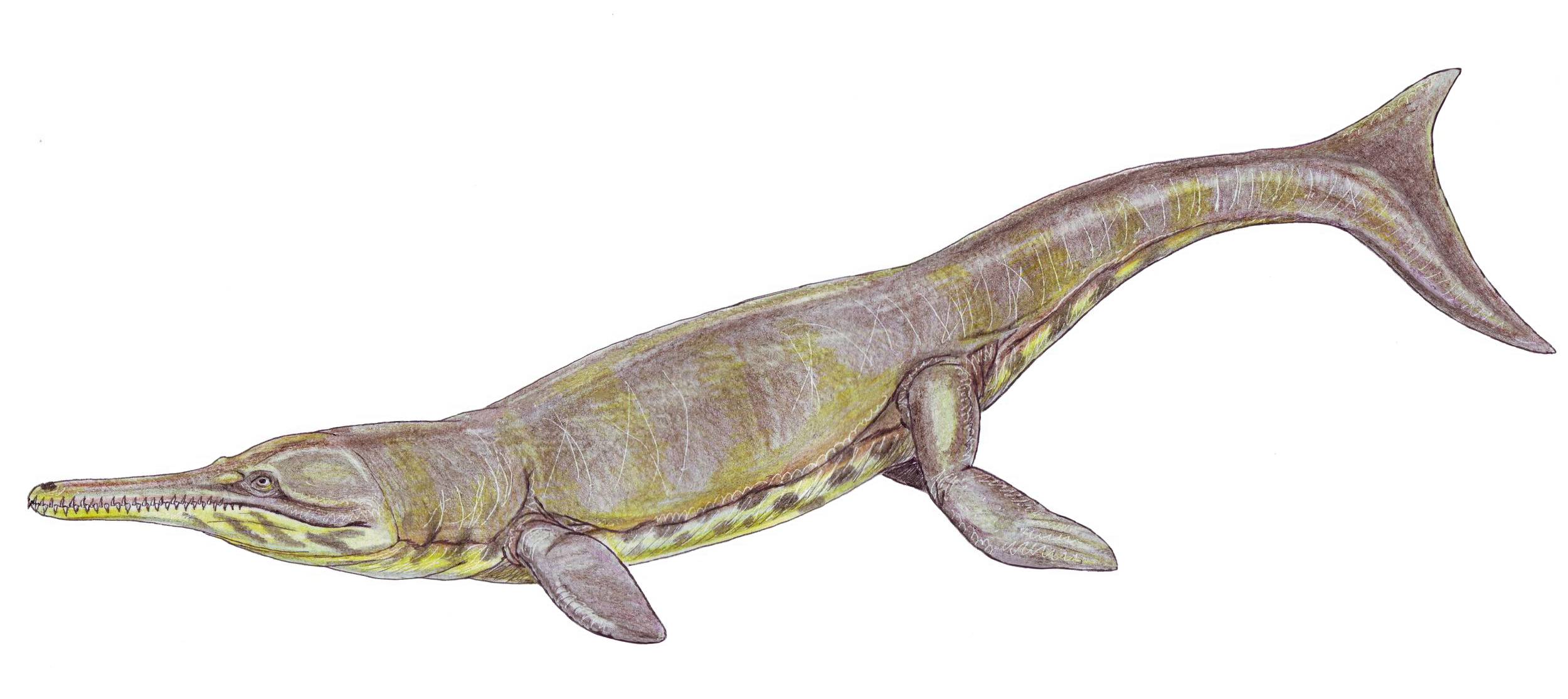
M. superciliosus
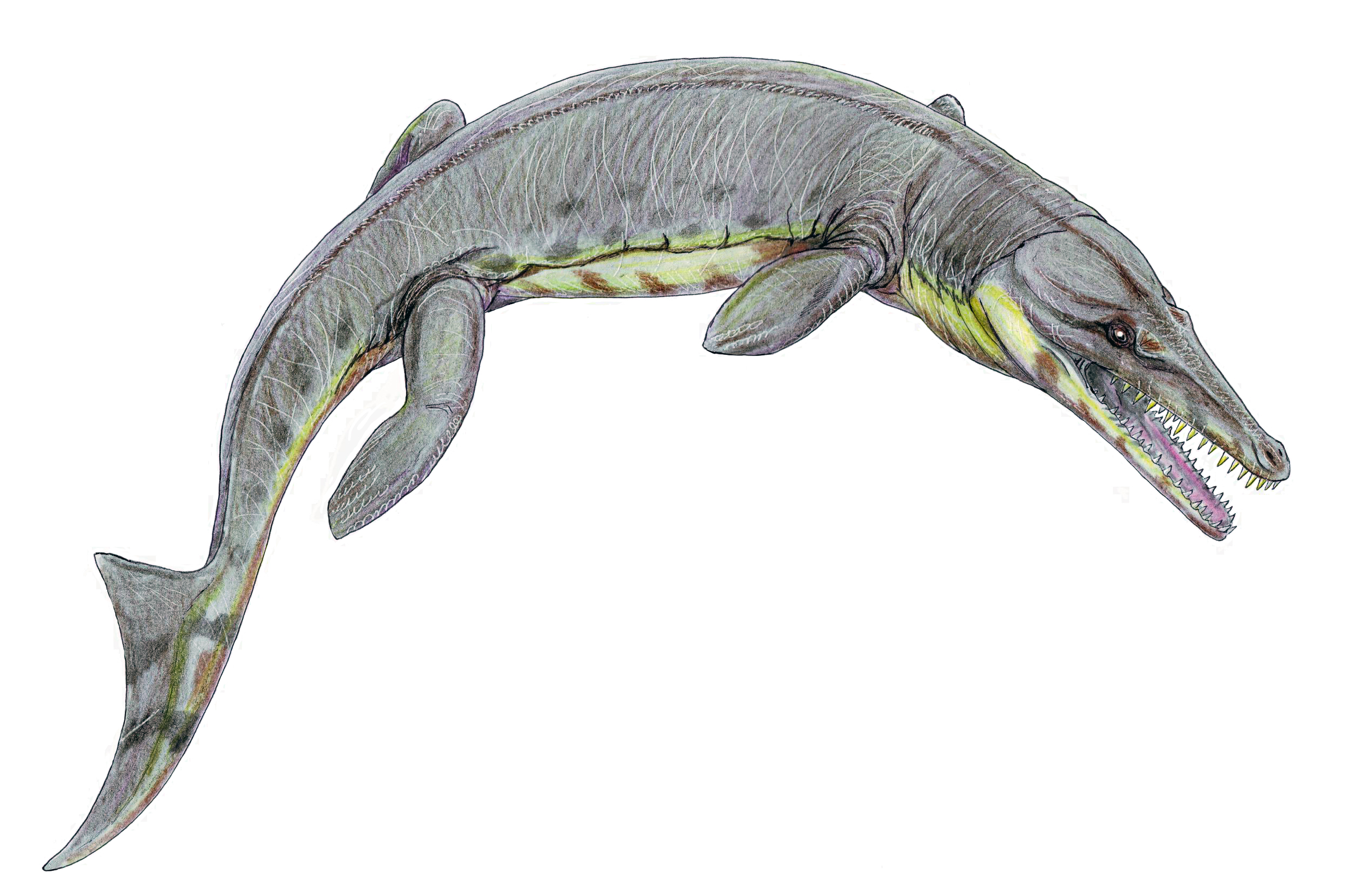
M. durobrivensis
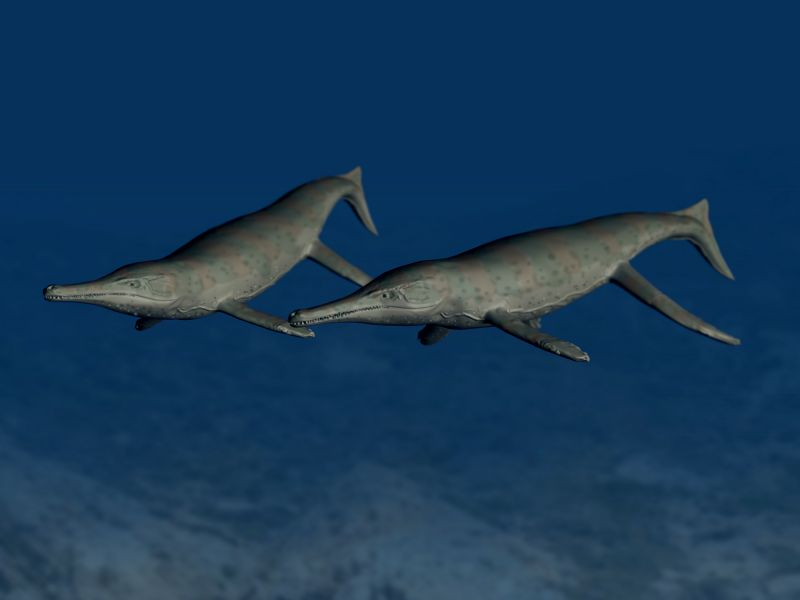
복원 상상도